# Municipalità locale di Bergrivier
Bergrivier è una municipalità locale (in inglese Bergrivier Local Municipality) appartenente alla municipalità distrettuale di West Coast  della  provincia del Capo Occidentale in Sudafrica. 
In base al censimento del 2001 la sua popolazione è di 46.325 abitanti.
La sede amministrativa e legislativa è la città di Piketberg e il suo territorio si estende su una superficie di 4.407 km² ed è suddiviso in 7 circoscrizioni elettorali (wards). Il suo codice di distretto è WC013.

## Geografia fisica

### Confini
La municipalità locale di Bergrivier confina a nord e a est con quella di Cederberg, a est con quella di Witzenberg (Cape Winelands) e con il District Management Areas WCDMA01, a sud con quelle di Drakenstein (Cape Winelands), Swartland e Saldanha Bay e a ovest con l'Oceano Atlantico.

### Città e comuni
- Aurora
- Bergrivier
- De Hoek
- Dwarskersbos
- Eendekuil
- Goedverwacht
- Het Kruis
- Kruismans
- Laaiplek
- Noordkuil
- Piketberg
- Pools
- Porterville
- Port Owen
- Redelinghuys
- Sauer
- Velddrif
- Wittewater

### Fiumi
- Boesmans
- Great Berg
- Krom
- Kruismans
- Papkuil
- Pyls
- Verlorevlei

### Dighe
- Misverstand Dam
- Moutons Valley Dam
- Porterville Dam
- Sandlaagte Dam
- Versveld Dam